# Vida Alves
Vida Amélia Guedes Alves (Itanhandu, 15 de abril de 1928-São Paulo, 3 de enero de 2017) fue una actriz, autora y presentadora brasileña, pionera en la televisión brasileña. Fue la primera actriz en protagonizar un beso en una telenovela en Sua Vida Me Pertence con Wálter Foster, en 1951 y la primera en protagonizar un beso homosexual con Geórgia Gomide en 1963. También fue una de las primeras presentadoras de televisión en su país, liderando programas en RecordTV, TV Gazeta y TV Excelsior.

## Trayectoria
Nacida en Itanhandu, Estado de Minas Gerais el 15 de abril de 1928, se mudó con su familia a São Paulo a la edad de 6 años y creció en esa ciudad. Inició su vida artística en 1938 a los diez años. Pasó del teatro a la radio a mediados de los años 40 y en 1950 fue contratada por la recién inaugurada Rede Tupi (Primera emisora de televisión de Brasil y América Latina) donde participó en obras de teatro televisadas. 
Fue citada por Wálter Foster para protagonizar la telenovela Sua Vida ,Me Pertence en 1951, la primera telenovela producida en Brasil y Sudamérica, interpretó a Elisabeth, una joven enamorada del rudo Alfredo, que desdeña su amor por la inmadurez de la joven. Al final de la trama el rudo se enamora de Elisabeth y le da un beso en la boca, siendo este el primero en la televisión brasileña. Tal escena provocó un gran escándalo en la conservadora sociedad brasileña. Ella se mostró muy reacia antes de aceptar grabar la escena, siendo únicamente invitada por Wálter Foster, director de la trama y que interpretó a Alfredo, su pareja romántica. El actor incluso le pidió al esposo de Vida, el italiano Gianni Gasparinetti, que grabara la escena. Desapareció de los medios durante algún tiempo después de la escena para evitar el acoso de periódicos, revistas o conservadores enojados.
También participó en el teatro, donde en 1963 cuando actuó en el programa teatral TV de Vanguarda, en Rede Tupi en una obra televisiva llamada Calúnia. Al final del espectáculo, el personaje de Vida Alves se besa con el personaje de Georgia Gomide. Este fue el primer beso homosexual en la historia de la televisión en Brasil. Según la propia Vida Alves, la escena no tuvo un impacto negativo en el público ni en la imagen de las actrices. Las escenas de la obra de hoy están perdidas, pero en 2016 se rescató una foto y se mostró en el programa Okay Pessoal !!! de SBT, 53 años después de su exhibición.
La actriz continuó trabajando en televisión y actuando en papeles destacados. Terminó su carrera como actriz en 1969 en la telenovela Dez Vidas en TV Excelsior. Poco tiempo después siguió trabajando como presentador en los programas; Hora e Vez da Mulher (TV Excelsior), Viagem em Movimento e Viagem para Vida (TV Record). 
En sus programas debatió temas tabú de la época, así como intersexualidad y matrimonio concertado. Por eso llegó a ser perseguido por la censura del régimen militar brasileño (1964 - 1985). Terminó su carrera y se retiró en  1978.

## Vida personal
Estuvo casada desde 1949 hasta 1978 con el ingeniero italiano Gianni Gasparinetti, quien era empleado de la Red Tupi, donde conoció a Vida. Tuvo dos hijos, tres nietos y tres bisnietos. Una de sus nietas es la cantante Tiê. Fue galardonada el 31 de agosto de 2010 con la orden de la Orden de Ipiranga, honor del gobierno del Estado de São Paulo. También autorizó la edición de su obra biográfica, Vida Alves: Sem Medo de Viver en 2013.
Vida Alves falleció el 3 de enero de 2017, luego de ser ingresada en el Hospital Santa Maria Maggiore de Higienópolis desde el 29 de diciembre de 2016. Murió por falla orgánica múltiple, siendo velada 17 horas después. El anuncio de su muerte se hizo en el Facebook oficial de su nieta Tiê, donde escrebió; "Minha amiga, minha avó, minha parceira, minha musa beijoqueira. 88 anos de muita luz, amor, arte e vida. Vire estrela e descanse em paz. Te amo pra sempre e vou sentir saudades todos os dias" (Mi amiga, mi abuela, mi compañera, mi musa besadora, 88 años de mucha luz, amor, arte y vida. Se vuelva una estrella y descanse en paz. Te amo para siempre y te voy a extrañar todos los días). 
En su entierro comparecieron actores veteranos de la TV, teatro e cinema brasileño como Rolando Boldrin, Eva Wilma y Laura Cardoso.

## Trabajos
Radio
- 1938 - 1940 : Clube da Tia Chiquinha
- 1940 - 1941 : Clube Papai Noel
- 1970 - 1974 : Jogo do Som
- 1975 - 1978 : Tarde com Vida

Cine
- 1949 : Quase no Céu
- 1954 : Paixão Tempestuosa
- 1968 : A Pequena Orfã.. Dona Elza

Telenovelas
- Sua Vida Me Pertence.. Elisabeth (1951)
- Um Beijo na Sombra.. Irene (1952)
- Uma Semana de Vida.. Maria Tereza (1952)
- TV de Vanguarda.. Muchos personajes (1952 - 1963)
- Destino Desce o Elevador.. (1953)
- As Aventuras de Red Wingo (1954)
- A Mão de Deus (1955)
- O Contador de Histórias (1956)
- O Pimpinela Escarlate (1958)
- Os Três Mosqueteiros.. Milady (1958)
- TV Teatro (1958 - 1960)
- TV Comédia (1958 - 1960)
- Fim  de Semana do Campo.. (1961)
- A Estranha Clementine.. Clementine (1962)
- Terror das Trevas.. Luna (1963)
- Klauss, o Loiro.. Sandrinha (1963)
- Moulin Rouge, a Vida de Taulose-Lautrec (1963)
- Grande Teatro Tupi (1963 - 1964)
- A Gata.. Paula (1964)
- O Mestiço.. Gabriela (1965)
- A Outra.. Ofélia (1965)
- O Amor tem Cara de Mulher.. Laura (1966)
- O Pequeno Lord.. Gabriela (1967)
- Meu Filho, Minha Vida.. Chaterine (1967)
- O Rouxinol da Galiléia.. Regina (1968)
- Sozinho no Mundo.. Silvana(1968)
- Os Estranhos.. Regina (1969)
- Dez Vidas.. Lucia (1969)
- Um Só Coração.. (2004). Participación Especial.